# Нурлатський район
Нурлатський район (рос. Нурлатский район, тат. Nurlat rayonı, Нурлат районы) — муніципальний район у складі Республіки Татарстан Російської Федерації.
Адміністративний центр — місто Нурлат.

## Адміністративний устрій
До складу району входять одне міське та 26 сільських поселень:
1. місто Нурлат
2. Амзинське сільське поселення
3. Андрєєвське сільське поселення
4. Ахметовське сільське поселення
5. Бікуловське сільське поселення
6. Біляр-Озерське сільське поселення
7. Богдашкинське сільське поселення
8. Бурметьєвське сільське поселення
9. Гайтанкинське сільське поселення
10. Єгоркинське сільське поселення
11. Єлаурське сільське поселення
12. Зарєченське сільське поселення
13. Кичкальнінське сільське поселення
14. Кульбаєво-Марасинське сільське поселення
15. Мамиковське сільське поселення
16. Новоіглайкинське сільське поселення
17. Новотумбинське сільське поселення
18. Селенгуське сільське поселення
19. Середньокамишлинське сільське поселення
20. Староальметьєвське сільське поселення
21. Старочелнинське сільське поселення
22. Степноозерське сільське поселення
23. Тимерлецьке сільське поселення
24. Тюрнясевське сільське поселення
25. Фомкінське сільське поселення
26. Чулпановське сільське поселення
27. Якушкинське сільське поселення